# Сяньбі
Сяньбі (кит.: 鲜卑, Xiānbēi) — загальна назва давньомонгольських кочових племен, що проживали у східній частині внутрішньої Монголії від III століття до н.е. до V ст. н.е. Близько 93 року створили власну конфедерацію. Ворогували із хунну і китайцями. Після розпаду конфедерації в ІІІ ст. деякий час були данниками Цзінської династії. Частина створила власні недовговічні держави — Рання Янь (281—370), Західна Янь (384—394), Пізня Янь (384—407), Південня Янь (398-410), Західна Цзінь (385—430) and Південна Лян (397—414). У IV ст. сянбійський рід Тоба (Юань) заснував на території Північного Китаю власну державу — Північна Вей (386—534). Поступово, частково китаїзувалися в часи Танської імперії.

## Назва
- Сяньбі — історіографічна назва.
- Сяньбей / Шянбей (кит.: 鲜卑, Xiānbēi) — історіографічна назва згідно з сучасною китайською орфоепією.
- Серби / Сербі (鮮卑, *Serbi) — гіпотетична реконструкція давньокитайської вимови за П. Пелліотом. і Шімунеком.
- Серпі (鮮卑, *Särpi) — гіпотетична реконструкція Менхен-Хельфена.

## Історія

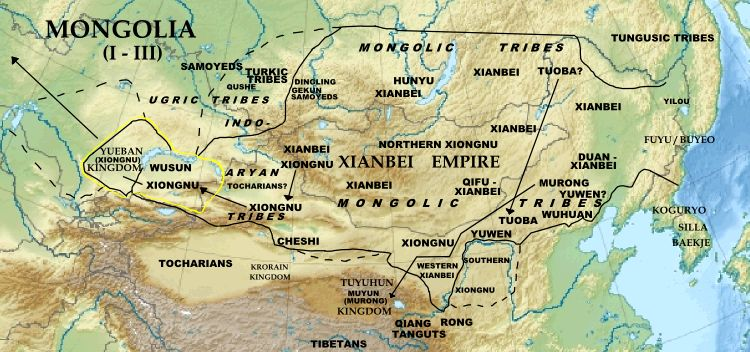
Держава сянбійців I—III ст.

В давними були частиною племінного союзу дунху (з китайського «східні варвари»). Після поразок від хунну в 170-160 роках до н.е. частина дунху підкорилася хунну, а інша рушила на північ, де розділилася на уханів й сяньбі. Сяньбі в свою чергу поділилися на північних (основу складали табгачі) й південних (юйвень або хі, мужун, кідані).
93 року південні сяньбі підкорили хунну, які частково на період підкорення перейняли їх назву. 97 року сяньбійці атакували місто Фейжусянь в Ляодуні, після чого тамтешній правитель, Цзі Сень, був усунутий від управління за бездіяльність. 101 року Сяньбі здійснила напад на Юбейпін (Юйян), але його було відбито.
115 року Сяньбі атакувала Улюйсянь (Ляодун), утім безуспішно. 117 року сяньбійці розграбували місто Ляосі. Впродовж наступних кількох років мали місце часті набіги на китайські міста, що змушувало китайських володарів перекидати до прикордонних районів значні сили. 122 року нападу зазнали міста Яньмень і Дінсян (Тайюань).
133 року проти Сяньбі виступили китайські загони, підсилені хунну. Після поразки сяньбійців їхні набіги стали нечастими. Від того моменту почався поступовий занепад держави. До 234 року держава Сяньбі розпалась і припинила своє існування.

## Правителі
- Тяньшихуай (155—181)
- Холян (181-?)
- Цяньмань (Кеньмань) (?-235)

## Антропологія і генетика
Сянбі належали до монголоїдної раси і були близькими до сучасних монголів, маньчжурів і північних китайців. Такого висновку дійшли китайські антропологи Х. Чжу і Ц. Чжан, які вивчали сянбійські поховання і остеологічний матеріал із Внутрішньої Монголії. Деякі з сянбійців були «жовтоволосими» блондинами, про що свідчать китайські писемні джерела про події IV ст.
Згідно з дослідженнями Х. Чжоу, який вивчав мітохондріальні гаплогрупи сянбійського роду Тоба, сянбійці належали до східноазійської популяції: 43.75% — гаплогрупа D, 31.25% — C, 12.5% — B, 6.25% — A і 6.25% — решта.